# Reymin Guduan
Reymin Guduan (né le 16 mars 1992 à San Pedro de Macorís, République dominicaine) est un lanceur de relève gaucher qui a joué pour les Astros de Houston et les Athletics d'Oakland dans la Ligue majeure de baseball entre 2017 et 2021.

## Carrière
Jayson Aquino signe son premier contrat professionnel à l'âge de 17 ans en septembre 2009 avec les Astros de Houston, et reçoit une prime de 55 000 dollars US pour avoir accepté cette entente.
Il fait ses débuts dans le baseball majeur avec Houston le 31 mai 2017 face aux Twins du Minnesota.